# Jean-Jacques Rebuffat
Jean-Jacques Rebuffat est un journaliste français né le 29 septembre 1920 à Paris et mort le 11 janvier 2013 dans la même ville.

## Biographie
Après sa formation à l'école Louis-Lumière (promotion Cinéma, 1938), il intègre le service cinématographique des armées, puis en 1945 la Paramount en qualité de reporter. Il est opérateur lors de la réalisation de Farrebique.
Il entre à la Radio Télévision Française en 1950 où il sera cameraman du journal téléviséet, plus tard, grand reporter.

## Distinctions
- 1953 : Prix des Anciens Maurice Bourdet
- 1955 : Prix des Critiques de Télévision